# 이서구 (조선)
이서구(李書九, 1754년 9월 14일 ∼ 1825년 9월 29일)는 조선의 문신·학자이다.

## 생애
자(字)는 낙서(洛瑞), 호(號)는 척재(惕齋)·강산(薑山)·소완정(素玩亭)·석모산인(席帽山人), 본관은 전주(全州)이다. 박지원(朴趾源)의 제자이다.
조선왕조 제14대 임금인 선조의 열두째 아들인 인흥군(仁興君)의 후손으로 영조 때 문과 과거시험에 급제하여 사관·지평·경상우도 암행어사 등을 지냈다. 1795년 정조 때 천주교도를 옹호한다는 죄로 영해부에 유배되었다가 성균관의 대사성이 되었다. 이듬해 교정당상이 되어 왕명으로 《장릉지》를 편찬했으며, 1800년 순조 때 호조판서로 지실록사가 되어 《정조실록》 편찬에 참여하였다. 그 후 형조판서·대사헌·대호군을 거쳐 우의정에 올랐으며, 판중추 부사로 재직 중 죽었다. 시호는 문간(文簡)이다.
명문장가로서 특히 시명(詩名)이 높아 박제가·이덕무·유득공과 함께 한시(漢詩)의 4대가로 알려졌으며, 5언 고시에 능했다.

## 경력
- 1754년(영종 31년) 9월 14일, 한성부 서부 반석방에서 출생
- 1774년(영조 50년) 8월, 문과(文科) 정시(庭試)에서 병과 제16인으로 급제
- 1786년(정조 10년) 2월 3일, 홍문록(弘文錄)에 오름
- 1787년(정조 11년) 4월, 경상우도 암행어사
- 1787년(정조 12년) 12월, 정3품 승정원 동부승지
- 1788년(정조 13년) 1월, 승정원 좌승지
- 1793년(정조 17년) 8월 4일, 종2품 전라도 관찰사
- 1796년(정조 20년) 7월, 종2품 형조 참판
- 1799년(정조 23년) 4월, 이조 참판
- 1800년(정조 24년) 9월, 정2품 형조 판서
- 1802년(순조 2년) 2월, 이조 판서
- 1824년(순조 24년) 9월 22일, 정1품 의정부 우의정
- 1825년(순조 25년) 9월 29일, 사망
- 1871년(고종 8년) 3월 16일, 시호 문간(文簡)이 내려짐

## 가계
- 고조부, 이곽(李漷), 전평군(全平君)
  - 증조부, 이완(李梡), 밀양군(密陽君)
    - 조부, 이언소(李彦熽, 1706년 ~ ?), 진사
    - 조모, 풍양(豊壤) 조씨(趙氏), 조해수(趙海壽)의 따님
      - 부, 이원(李遠, 1723년 ~ ?), 문과 급제
      - 모, 평산(平山) 신씨(申氏), 신사관(申思觀)의 따님
      - 계모, 진주(晉州) 이씨(李氏), 이한복(李漢復)의 따님
        - 본인, 이서구
        - 아내, 평산(平山) 신씨(申氏), 신경한(申景翰)의 따님

## 저서
- 《척재집(惕齋集)》 16권 7책
- 《강산초집(薑山初集)》 4권 1책